# راندي جونسون (لاعب كرة قدم أمريكية)
راندي جونسون (بالإنجليزية: Randy Johnson)‏ هو لاعب كرة قدم أمريكية أمريكي، ولد في 17 يونيو 1944 في سان أنطونيو في الولايات المتحدة، وتوفي في 17 سبتمبر 2009 في بريفارد في الولايات المتحدة.

## وصلات خارجية
- راندي جونسون على موقع مرجع كرة القدم المحترفة.كوم (الإنجليزية)